# HiTech
HiTech est un ordinateur d'échecs développé dans les années 1980 à l'Université Carnegie-Mellon (CMU) par Murray Campbell, Carl Ebeling et Gordon Goetsch sous la direction du professeur Hans Berliner, le champion du monde d'échecs par correspondance en 1965-1968.
HiTech est basé sur 64 processeurs dédiés à la génération des coups.
En 1985, HiTech réalise une performance Elo de 2530, c'est le premier programme à atteindre le classement de 2400 (USA) (niveau d'un maître international), il gagne le championnat Nord-Américain des ordinateurs (NACCC) à Denver la même année.
En 1985, certains étudiants de la CMU, Feng-hsiung Hsu et Murray Campbell, décident alors de construire un autre ordinateur, ChipTest, ils continueront sur leur lancée avec Deep Thought et Deep Blue.
En 1988, HiTech remporte le championnat de l'État de Pennsylvanie après avoir battu le maître international Ed Formanek (2485). Il bat également le grand maître international Arnold Denker en match (3,5-1,5), devenant ainsi le premier ordinateur à atteindre le niveau de grand maître (USA) .
En 1989, HiTech remporte le NACCC de Reno